# 真田ナオキ
真田 ナオキ（さなだ なおき、1989年12月22日 - ）は、日本の男性演歌歌手。所属事務所はバーニング系列のテイクオフ。

## 来歴
小学1年生から中学生の頃まで少年野球をしていたが小学5年の頃、日本代表に選ばれた直後に靭帯を傷めてしまい中学生頃には遠投もなかなかできないくらいになっていた。野球を諦めたあと、ゴルフやボクシングなどをし、その後普通に働いていたが、東日本大震災の時にテレビでまだデビュー前の臼澤みさきの歌声を聴いて、歌の力を実感し、知人の紹介で出会った吉幾三に師事した。
2016年4月、シングルCD『れい子』で夢レコードからデビュー。
2019年6月にテイチクレコードに移籍。2020年1月にメジャーリリースとなるシングル『恵比寿』を発売、オリコン演歌歌謡曲ランキング初登場1位を飾る。

## 人物
- 趣味：野球、競走馬観覧[4]。
- 好きな球団は東京ヤクルトスワローズ[5]。2022年9月2日 対中日ドラゴンズ戦で始球式を務める[6]。
- 民謡を習い始めた時、特徴なく細い声と音程もとれなかった為、先生に「君は歌の才能がない」と言われ、「声に《色》をつけよう」と思い、ひたすら海辺で叫び、唐辛子を食べ、日本酒でうがいをし喉をつぶし始め[7]、独特の歌声は「ノックアウトボイス」と呼ばれ、キャッチコピーになっている。
- 私生活では2011年に中学時代の後輩であった一般女性と結婚したが、2015年に離婚した。元妻との間には5人の子供がいる[8]。

## ディスコグラフィ

### シングル
| #          | 発売日         | 曲順       | タイトル                                          | 作詞       | 作曲       | 編曲       | 最高順位   | 規格品番   |
| 夢レコード | 夢レコード     | 夢レコード | 夢レコード                                        | 夢レコード | 夢レコード | 夢レコード | 夢レコード | 夢レコード |
| ---------- | -------------- | ---------- | ------------------------------------------------- | ---------- | ---------- | ---------- | ---------- | ---------- |
| 1          | 2016年 4月27日 | 01         | れい子                                            | 吉幾三     | 吉幾三     | 南郷達也   | 85位       | YZYM-15030 |
| 1          | 2016年 4月27日 | 02         | ちょっと見のいい女                                | 吉幾三     | 吉幾三     | 佐野博美   | 85位       | YZYM-15030 |
| 2          | 2017年 6月28日 | 01         | 別れの夜明け                                      | 吉幾三     | 吉幾三     | 矢野立美   | 57位       | YZYM-15053 |
| 2          | 2017年 6月28日 | 02         | 僕の中には君がいる                                | 吉幾三     | 吉幾三     | 矢野立美   | 57位       | YZYM-15053 |
| 3          | 2018年 9月12日 | 01         | 酔いのブルース                                    | 吉幾三     | 吉幾三     | 矢野立美   | 28位       | YZYM-15073 |
| 3          | 2018年 9月12日 | 02         | 湘南海岸                                          | 吉幾三     | 吉幾三     | 矢野立美   | 28位       | YZYM-15073 |
| 3          | 2019年 3月27日 | 01         | 酔いのブルース (リミックス・リマスターバージョン) | 吉幾三     | 吉幾三     | 矢野立美   | 85位       | YZYM-15080 |
| 3          | 2019年 3月27日 | 02         | HAMAでダンスを                                    | 吉幾三     | 吉幾三     | 矢野立美   | 85位       | YZYM-15080 |

| #                          | 発売日                     | 曲順                       | タイトル                   | 作詞                       | 作曲                       | 編曲                       | 最高順位                        | 規格品番                      |
| テイチクエンタテインメント | テイチクエンタテインメント | テイチクエンタテインメント | テイチクエンタテインメント | テイチクエンタテインメント | テイチクエンタテインメント | テイチクエンタテインメント | テイチクエンタテインメント      | テイチクエンタテインメント    |
| -------------------------- | -------------------------- | -------------------------- | -------------------------- | -------------------------- | -------------------------- | -------------------------- | ------------------------------- | ----------------------------- |
| 1                          | 2020年 1月22日             | 01                         | 恵比寿                     | 吉幾三                     | 吉幾三                     | 矢野立美                   | 17位                            | TECA-20005 (西口盤)           |
| 1                          | 2020年 1月22日             | 02                         | 昔に…誘われて              | 吉幾三                     | 吉幾三                     | 矢野立美                   | 17位                            | TECA-20005 (西口盤)           |
| 1                          | 2020年 1月22日             | 02                         | 我が身恨んで               | 吉幾三                     | 吉幾三                     | 矢野立美                   | 17位                            | TECA-20006 (東口盤)           |
| 1                          | 2020年 10月21日            | 02                         | 惚れた女の弱音酒           | 吉幾三                     | 吉幾三                     | 南郷達也                   | 17位                            | TECA-20058 (殿盤)             |
| 2                          | 2021年 2月17日             | 01                         | 本気で惚れた               | 吉幾三                     | 吉幾三                     | 矢野立美                   | 6位                             | TECA-21009 (マジ盤)           |
| 2                          | 2021年 2月17日             | 02                         | あなたしか                 | 吉幾三                     | 吉幾三                     | 矢野立美                   | 6位                             | TECA-21009 (マジ盤)           |
| 2                          | 2021年 2月17日             | 02                         | 雨よあいつは               | 吉幾三                     | 吉幾三                     | 矢野立美                   | 6位                             | TECA-21010 (惚れた盤)         |
| 2                          | 2021年 10月20日            | 02                         | Good Bye, Don't Cry        | 吉幾三                     | 吉幾三                     | 矢野立美                   | 6位                             | TECA-21055 (殿盤)             |
| 3                          | 2022年 3月9日              | 01                         | 渋谷で…どう?               | 吉幾三                     | 吉幾三                     | 矢野立美                   | 8位                             | TECA-22014 (渋谷盤)           |
| 3                          | 2022年 3月9日              | 02                         | 仔犬                       | 吉幾三                     | 吉幾三                     | 矢野立美                   | 8位                             | TECA-22014 (渋谷盤)           |
| 3                          | 2022年 3月9日              | 02                         | 友達の彼女が               | 吉幾三                     | 吉幾三                     | 矢野立美                   | 8位                             | TECA-22015 (三宿盤)           |
| 3                          | 2022年 9月21日             | 02                         | 月の舟                     | 吉幾三                     | 吉幾三                     | 矢野立美                   | 8位                             | TECA-22048 (三茶盤)           |
| 4                          | 2023年 4月19日             | 01                         | 酔えねぇよ！               | 吉幾三                     | 吉幾三                     | 矢野立美                   | 4位                             | TECA-23008 (今日酔い盤)       |
| 4                          | 2023年 4月19日             | 02                         | YOKO                       | 吉幾三                     | 吉幾三                     | 矢野立美                   | 4位                             | TECA-23008 (今日酔い盤)       |
| 4                          | 2023年 4月19日             | 02                         | 風に悟られて               | 吉幾三                     | 吉幾三                     | 矢野立美                   | 4位                             | TECA-23009 (何故酔い盤)       |
| 4                          | 2023年 6月28日             | 02                         | 罰                         | 吉幾三                     | 吉幾三                     | 矢野立美                   | 4位                             | TECA-23041 (夢酔い盤)         |
| 5                          | 2024年 5月22日             | 01                         | 246                        | 吉幾三                     | 吉幾三                     | 矢野立美                   |                                 | TECA-24601 (青山通り盤)       |
| 5                          | 2024年 5月22日             | 02                         | SA.KU.RA                   | 吉幾三                     | 吉幾三                     | 矢野立美                   |                                 | TECA-24601 (青山通り盤)       |
| 5                          | 2024年 5月22日             | 02                         | 伝えるよ                   | 吉幾三                     | 吉幾三                     | 矢野立美                   | TECA-24601 (駒沢通り盤)         |                               |
| 6                          | 2025年 4月2日              | 01                         | Nina                       | 吉幾三                     | 吉幾三                     | 矢野立美                   |                                 | TECA-25012 (ピンクスネイク盤) |
| 6                          | 2025年 4月2日              | 02                         | 昔・・・中洲で             | 吉幾三                     | 吉幾三                     | 矢野立美                   |                                 | TECA-25012 (ピンクスネイク盤) |
| 6                          | 2025年 4月2日              | 02                         | 羽根を下さい               | 吉幾三                     | 吉幾三                     | 杉山ユカリ                 | TECA-20058 (ブルーストライプ盤) |                               |
| 6                          | 2025年 4月2日              | 02                         | 一匹狼のブルーズ           | 増子直純                   | 上原子友康                 | 田代修二                   | TECA-25013 (JD盤)               |                               |
| 6                          | 2025年 7月2日予定          | 02                         | タイトル未定               | 未定                       | 未定                       | 未定                       |                                 | TECA-25018 (追撃盤A)          |
| 6                          | 2025年 7月2日予定          | 02                         | タイトル未定               | 未定                       | 未定                       | 未定                       |                                 | TECA-25019 (追撃盤B)          |

### 映像作品
| 発売日                     | タイトル                          | 最高順位   | 規格品番   |
| 夢レコード                 | 夢レコード                        | 夢レコード | 夢レコード |
| -------------------------- | --------------------------------- | ---------- | ---------- |
| 2019年3月27日              | 真田ナオキ ミュージッククリップ集 | 87位       | YZYM-1001  |
| テイチクエンタテインメント |                                   |            |            |
| 2022年10月19日             | 真田ナオキLive2022 鶯谷で…どう?   | -          | TEBE-50325 |

その他
- 純烈のNHKホールだよ(秘)大作戦（2019年10月2日／CRBN-84、日本クラウン）※ゲスト出演

## 出演

### テレビ
- 演歌男子。3 - 禁断の裏メニュー〜Doki Dokiトークを召し上がれ〜（2016年 - 2020年、歌謡ポップスチャンネル）
- WOWOW PLUS MUSIC -深夜1時の音楽タイム-（2019年3月30日 - 5月11日、歌謡ポップスチャンネル）
- 真田ナオキの歌道一到〜何事か成らざらん〜（全6回、歌謡ポップスチャンネル）
- ナオキとレオンの熱唱野球部（2022年11月12日 - 、チャンネル銀河） - 新浜レオンと共演[9]

### ラジオ
- USEN C42元気はつらつ歌謡曲「真田ナオキのUSEN渋声横丁」（2020年4月 - ）
- 歌謡曲主義・26時の歌謡曲（2020年4月 - 2021年3月、東海ラジオ放送）
- 原光隆の歌謡曲主義 「真田ナオキの本気(マジ）で...!?」（2021年4月 - 2022年9月、東海ラジオ）
- 「いいね！イマうた 真田ナオキです」（2021年9月28日 - 2023年3月28日、ラジオ大阪）

## 受賞歴
| 時期   | 賞                                      | 作品       |
| ------ | --------------------------------------- | ---------- |
| 2020年 | 第62回日本レコード大賞 最優秀新人賞受賞 | 「恵比寿」 |